# Гачићи
Гачићи су насељено мјесто у општини Шековићи, Република Српска, БиХ.

## Географија
Насељено мјесто Гачићи обухвата дио подручја насељеног мјеста Врело.

## Становништво
| Демографија- | Демографија- | Демографија- |
| Година       | Становника   | Становника   |
| ------------ | ------------ | ------------ |
| 1991.        | 0            |              |